# Günther Schuh (Fußballspieler)
Günther Schuh (* 3. Oktober 1940) ist ein ehemaliger deutscher Fußballspieler.
Schuh spielte für die SpVgg 07 Ludwigsburg. In der Saison 1970/71 wurde Ludwigsburg punktgleich mit den Amateuren des VfB Stuttgart Zweiter der 1. Amateurliga, was zur Teilnahme an der Aufstiegsrunde zur damals zweitklassigen Regionalliga Süd berechtigte. Mit seinen 19 Saisontoren war Schuh maßgeblich an diesem Erfolg beteiligt. Auch in den Aufstiegsspielen selbst war Günther Schuh einer der wichtigsten Spieler der 07er. So erzielte er beim 2:1-Sieg in Rastatt gegen den SV Waldhof Mannheim im entscheidenden Aufstiegsspiel beide Treffer.
Nach dem Aufstieg in die zweithöchste deutsche Spielklasse wechselte er gemeinsam mit seinem Mannschaftskameraden und Sturmpartner Wolfgang Holoch zu den Stuttgarter Kickers. Hier kam er in der Saison 1971/72 auf 21 Einsätze, bei denen er jedoch nur ein Tor schoss.
Er ist Vater des Fußballspielers Timo Werner.